# Motí de Réveillon
El motí o els disturbis de Réveillon entre el 26 i el 29 d'abril de 1789 es van centrar al districte de Saint Antoine de París on una fàbrica que produïa paper pintat de luxe era propietat de Jean-Baptiste Réveillon. La fàbrica donava feina a unes 300 persones. Els disturbis van ser un dels primers casos de violència durant la Revolució Francesa. La fàbrica on es va produir el motí era inusual a la França prerevolucionària, ja que la fàbrica estava lliure de gremis en una època on els gremis controlaven els estàndards de qualitat.
Les protestes van començar després que s'estenguessin els rumors que el propietari havia fet un discurs en què afirmava que els treballadors, molts dels quals eren altament qualificats, havien de cobrar salaris més baixos i, com a conseqüència, hi hauria preus més baixos. Els treballadors estaven preocupats per l'escassetat d'aliments, l'alt atur i els baixos salaris després d'un hivern difícil el 1789. No obstant això, Réveillon era conegut per la seva benevolència envers els pobres i en realitat va afirmar que els preus del pa s'havien de reduir al que la gent es podia permetre (per sota de 15 sous al dia), però els seus comentaris van ser malinterpretats com a restriccions salarials. Va fer els comentaris el 21 d'abril quan l'assemblea de la Santa Marguerita discutia el seu Cahier que tots els Estats van elaborar abans que es convoquessin els Estats Generals.
Després de les protestes informals del diumenge 26 d'abril, grups de manifestants es van congregar a l'Île de la Cité i al Fauburg Saint_Marcel, Marais i al Faubourg Saint-Antoine l'endemà per a una sèrie de marxes de protesta. Tot i que les tres primeres marxes, una de les quals dirigida a l'Assemblea d'Electors del Tercer Estat, es van resoldre pacíficament, els enfrontaments entre les tropes i els participants a la quarta manifestació van provocar l'esclat de violència al faubourg Saint-Antoine aquell vespre.
Si bé els manifestants no van aconseguir destruir la fàbrica, que estava custodiada per un grup d'una cinquantena d'efectius, una fàbrica propietat del fabricant de salitre Henriot va ser destruïda després de fer comentaris similars. Tanmateix, la fàbrica de Réveillon va ser destruïda un dia després, així com la seva casa. El motí va matar 25 persones i ferir al voltant del mateix nombre, tot i que els rumors van fer que les xifres de víctimes fossin exagerades. La Guàrdia Francesa va ser utilitzada per restablir l'ordre.
Al drama de fantasia/crim Grimm, es va destacar que els disturbis de Réveillon a la cinquena temporada de l'episodi Wesen Nacht havien estat violència de wesen-on-wesen.